# Zotalemimon flavolineatum
Zotalemimon flavolineatum es una especie de escarabajo longicornio del género Zotalemimon, tribu Desmiphorini, subfamilia Lamiinae. Fue descrita científicamente por Breuning en 1975.

## Descripción
Mide 10 milímetros de longitud.

## Distribución
Se distribuye por Laos.